# Тансен Миян

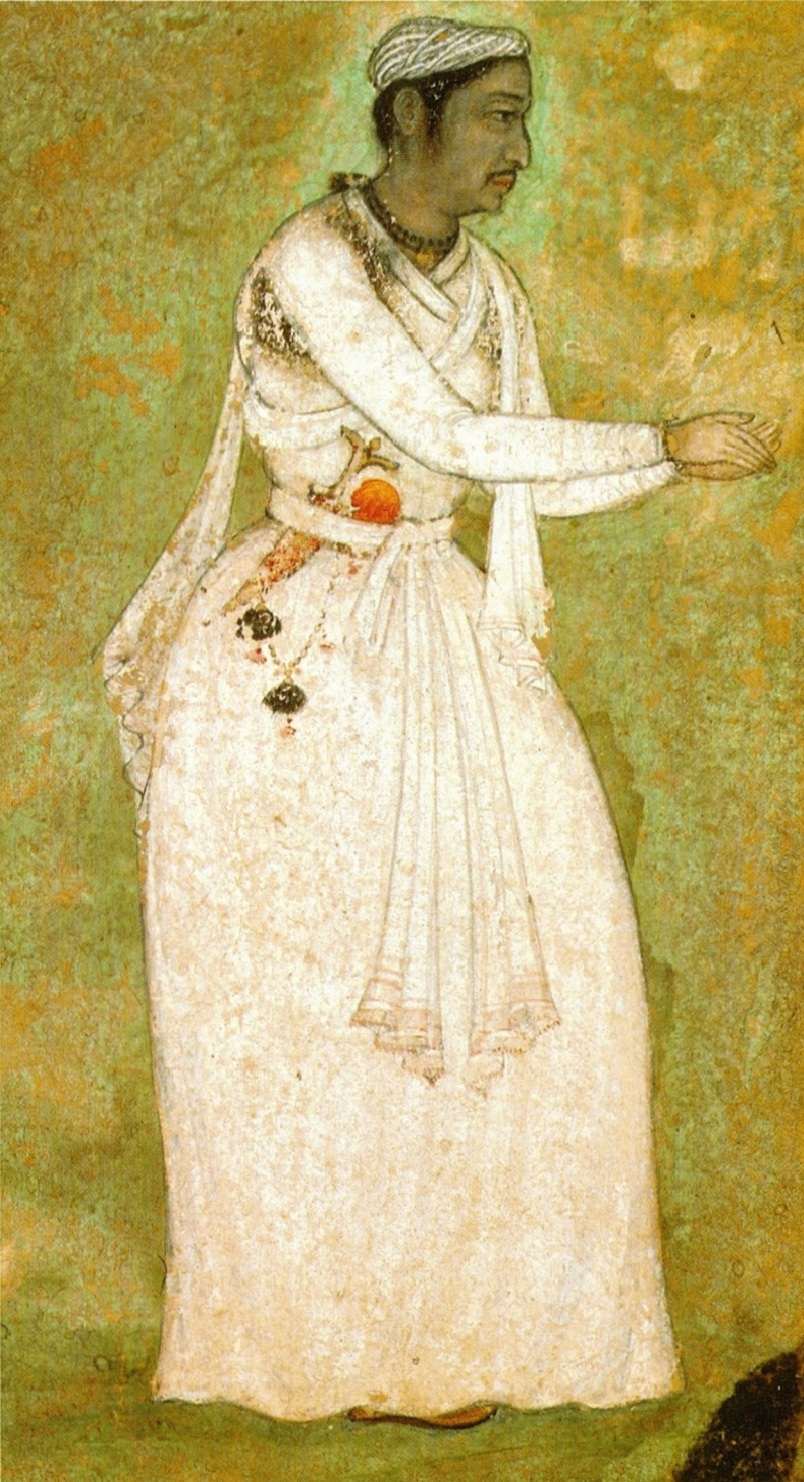
Наиболее достоверный портрет музыканта, выполненный в период правления императора Акбара. 1585—1590 гг, Национальный музей, Дели.

Тансен Миян (1506—1589) — придворный музыкант-ситарист великого могольского императора Акбара I. Считается отцом или прародителем современного североиндийского музыкального жанра рага и одним из самых великих музыкантов в истории Индии.
Тансен родился в 1506 году в северной части Индии, в городе Гвалиор, в семье традиционных индуистов. Его отец Макунд Мистра был местным писателем. Ещё в детстве Тансен брал частные уроки у известного учителя Харидас Свами. Изначально служил во дворе короля Рамачандры из Мевы, а затем у могольского императора Акбара I. Позже Тансен за долгую и верную службу императору был вознаграждён «навартнас» — ожерельем из девяти камней, и получил новый титул «Миян». Поэтому и сейчас имя Тансен Миян так же распространено на территории Индии, в основном среди мусульман.
Многие известные современные музыкальные репертуары Индии, такие как Дарбари Канаде, Миян ки Тоди, Миян ки Малхар и Миян ки Саранг, а также два новых жанра индийской музыки, Сангита Сара и Раймала, были созданы на основе музыкального стиля и жанра Тансена.
Сегодня в Индии существуют школы северной индийской музыки (Гаранас), где изучаются основы стиля игры Тансена, его учителя Свами Харидаса, вокальный стиль, а также деятельность двух его детей, Билас Хан и Сарасвати Деви, и многих их потомков — известных музыкантов.